# Eric-Paul Stekel
Eric-Paul Stekel (geboren als Erich-Paul Stekel am 27. Juni 1898 in Wien, Österreich-Ungarn; gestorben am 11. Februar 1978 in Grenoble) war ein österreichisch-französischer Musiker, Dirigent und Komponist.

## Leben
Erich Paul Stekel war ein Sohn des Psychiaters Wilhelm Stekel und der Malvine Nelken, seine Schwester Gertrude Zuckerkandl wurde Malerin. Ab 1911 besuchte er neben dem Gymnasium das Neue Wiener Konservatorium. Ab 1915 studierte er dann an der Wiener Musikakademie u. a. bei Franz Schreker und Karl Prohaska. Dieses unterbrach er und meldete sich 1916 als Freiwilliger zum Kriegsdienst. Er kämpfte in Russland und Italien, wo er in Kriegsgefangenschaft geriet. 1919 kehrte Stekel in seine Heimat zurück und beendete sein Studium. Im folgenden Jahr wurde er Bratschist und Korrepetitor an der Wiener Staatsoper. 
Ab 1922 arbeitete Stekel in Lübeck, am Deutschen Theater Prag (1923–1925) und als Kapellmeister am Neuen Wiener Schauspielhaus (Volksoper Wien) und 1927/1928 als Assistent von Franz Schalk an der Wiener Staatsoper, bevor er 1928 als Erster Kapellmeister des Stadttheaters Saarbrücken verpflichtet wurde, wo er bis 1930 blieb. 1930 heiratete Stekel Rose Heinle und richtete seinen Dauerwohnsitz in Saarbrücken ein. In den folgenden Jahren war er immer wieder auf Konzertreisen durch Europa unterwegs.
Nach der Rückkehr des Saargebiets in das Deutsche Reich emigrierte Stekel 1935 aufgrund seines Status als „Volljude“ mit seiner Familie nach Frankreich, wo er bis 1939 verschiedene Engagements hatte und 1936 das Amati-Quartett gründete. In den Jahren von 1939 bis 1942 war er aufgrund seiner deutschen Herkunft interniert; 1943 floh er. Ab August 1944 leitete er zwei Jahre ein Symphonieorchester in Algier.  
1947 kehrte Stekel nach Saarbrücken im französisch kontrollierten Saarland zurück und wurde Rektor des Saarbrücker Konservatoriums (heute: Hochschule für Musik Saar), später auch Dirigent des Radioorchesters Saarbrücken. Nach der Gründung der Universität des Saarlandes wurde er dort Dozent für Musikgeschichte. Nach der Scheidung von seiner ersten Frau im Jahr 1946 heiratete er 1948 erneut.
Im Sommer 1951 kündigte das Kultusministerium Stekel, der aufgrund von Intrigen und einem wachsenden Misstrauen den Franzosen gegenüber in Ungnade gefallen war. Stekel entschied sich, eine Stelle als Leiter des Konservatoriums der Stadt Grenoble anzunehmen, und baute das Orchester der dortigen Hochschule auf. Außerdem arbeitete er intensiv als Komponist und komponierte Opern, Oratorien, Symphonien und Lieder.

## Ehrungen
- 1954: Ritter der Ehrenlegion